# Zhusha, Guangdong
Zhusha (kinesiska: 朱砂) är en köping i sydöstra Kina. Den ligger i Xinyi i staden Maoming i provinsen Guangdong, omkring 240 kilometer väster om provinshuvudstaden Guangzhou. Antalet invånare är 58 383. Befolkningen består av 29 223 kvinnor och 29 160 män. Barn under 15 år utgör 31 %, vuxna 15-64 år 55 %, och äldre över 65 år 12,0 %.